# Grande Prêmio da Hungria de 2016
Grande Prêmio da Hungria de 2016 (formalmente denominado Formula 1 Magyar Nagydíj 2016) foi a decima primeira etapa da temporada de 2016 da Fórmula 1. Foi disputado no dia 24 de julho de 2016 no Circuito de Hungaroring, Budapeste, Hungria.

## Relatório

### Antecedentes
Futuro da Sauber
A companhia suíça compra a equipe, Sauber e garante futuro da equipe na Fórmula 1. A equipe de Felipe Nasr e Marcus Ericsson agora têm um motivo a mais para refletir sobre a permanência na Sauber em 2017. O futuro do time na Fórmula 1, enfim, está garantido. A equipe, que vinha enfrentando grave crise financeira nos últimos anos, foi adquirida pelo Grupo de investimento suíço Longbow Finance S.A. O anúncio foi feito nesta quarta-feira, na sede da escuderia, em Hinwill (Suíça) às vésperas do GP da Hungria deste fim de semana. Recentemente, o time havia revelado que estava próxima de um acordo que poderia solucionar os problemas financeiros. Segundo o comunicado, o nome da escuderia não sofrerá mudanças.
Com a venda da companhia, o presidente Peter Sauber, fundador do time criado em 1993, anunciou também que se aposentará de todas suas funções. O lendário dirigente de 72 anos, que já vinha se afastando progressivamente do dia a dia da F1, será sucedido por Pascal Picci.
A Longbow Finance atua na área de investimentos financeiros há mais de duas décadas. Ela já era acionista da escuderia e, a partir de agora, adquire integralmente a Sauber Holding AG, companhia mãe do Grupo Sauber.
Regras de Restrição de Comunicação por Rádio
Após a polêmica sobre a punição imposta a Rosberg no Grande Prêmio da Grã-Bretanha, a FIA endureceu as regras de restrição de comunicação por rádio na Fórmula 1. A partir do fim de semana, se uma equipe advertir um piloto que há um problema no carro, então deve haver a instrução para que este entre nos boxes para fazer os reparos necessários ou mesmo abandonar a prova.

### Treino Classificatório
Q1
Por causa da forte chuva em Hungaroring, o início do treino precisou ser adiado por duas vezes e a atividade começou com 20 minutos de atraso. Com a pista ainda muito molhada, os pilotos deixaram os boxes com pneus de chuva extrema. Os primeiros a marcarem tempo anotaram voltas acima de 1m40s, com a dupla da Force India, Sergio Pérez e Nico Hulkenberg sendo a mais rápida. Hamilton e Rosberg, por sua vez, abortaram suas tentativas iniciais e apareciam nas últimas colocações. Foi então que a chuva apertou ainda mais, colocando a dupla da Mercedes sob risco de ser eliminada logo no Q1. No entanto, para sorte deles, as condições de pista e de visibilidade ficaram inviáveis e a direção de prova decidiu paralisar a sessão com bandeira vermelha.
O treino recomeçou 20 minutos depois, às 9h40 (horário de Brasília). Ricciardo e Verstappen pularam para a ponta, enquanto Rosberg e Hamilton anotaram tempos que os garantiam no top 10. Companheiro de Felipe Nasr, Marcus Ericsson foi a primeira vítima do asfalto molhado. O sueco perdeu o controle da Sauber e foi parar embaixo das placas de publicidade na saída da curva 4. A sessão precisou ser interrompida novamente.
Após a retomada da atividade, Lewis Hamilton vinha fazendo a melhor volta, quando escapou da pista e precisou atravessar a brita, abortando a volta rápida. Quem aproveitou bem a melhora das condições de pista foi Felipe Nasr. Já com pneus intermediários, o jovem da Sauber anotou o melhor tempo até então, 1m39s500. Menos de um minuto depois, Felipe Massa, também com intermediários, foi traído pelo traiçoeiro asfalto molhado, perdeu o controle da Williams na curva 4 e bateu na proteção de pneus. Fim de treino para o piloto da Williams, a terceira bandeira vermelha da sessão.
Em mais um reinício de sessão, Rosberg, Hamilton, Alonso e Vettel pularam para as primeiras posições. Nasr foi empurrado para nono. Foi quando Rio Haryanto, da Manor, foi mais um a bater, provocando a quarta bandeira vermelha só no Q1. Como restavam apenas 1m18s para o final, não haveria tempo para os pilotos abrirem volta e a primeira parte da atividade não foi mais retomada. Além de Massa, Ericsson e Haryanto, que bateram, também caíram fora: Jolyon Palmer (Renault), Kevin Magnussen (Renault) e Pascal Wehrlein (Manor). Por pouco, Valtteri Bottas não foi eliminado.
Q2
A chuva deu uma trégua para o Q2 e os todos os 16 pilotos remanescentes foram para a pista com pneus intermediários. As Mercedes de Hamilton e Rosberg e as RBR de Ricciardo e Verstappen começaram ditando o ritmo, revezando-se nas primeiras posições. Com a Williams apresentando rendimento ruim, Bottas resolveu arriscar e foi o primeiro a calçar os pneus supermacios. E o finlandês provou ter feito a escolha certa, ao anotar o melhor tempo do momento, 1m30s647. Só que aí todos os demais competidores foram para os boxes também colocar compostos de pista seca. Pérez, Alonso, Vettel e Hamilton se alternaram na ponta, enquanto Bottas foi empurrado para fora do top 10.
Nasr chegou a aparecer em quarto, mas recolheu para os boxes, enquanto os pilotos que seguiram na pista foram melhorando seus tempos. E aí, quem cruzasse por último pegava a pista em melhores condições. Verstappen acabou como o mais rápido (1m22s660), seguido por Rosberg, Ricciardo, Alonso, Hulkenberg, Vettel, Button, Bottas e Sainz. Por pouco, Hamilton não foi eliminado. O inglês errou sua última tentativa, não melhorou seu tempo e ficou em décimo, apenas 1 décimo à frente de Grosjean, o primeiro eliminado. Também deram adeus à disputada: Daniil Kvyat (STR), Sergio Pérez (Force India), Kimi Raikkonen (Ferrari), Esteban Gutiérrez (Haas) e Felipe Nasr (Sauber).
Q3
Nico Rosberg foi o primeiro a marcar tempo no Q3, fez 1m20s499. Mas logo foi batido por Hamilton, que anotou 1m20s108.Ricciardo, Verstappen e Vettel vinham a seguir. Em sua segunda tentativa de volta rápida, Rosberg fez 1m20s201 e ficou a menos de um décimo de superar o companheiro de Mercedes.
Nos segundos finais, Hamilton vinha fazendo a melhor primeira parcial quando precisou tirar o pé porque Alonso estava virado na pista após ter acabado de rodar. Azar do inglês. Quando Rosberg passou no local, o espanhol já havia saído. O alemão da Mercedes pôde pisar fundo, fez 1m19s965 e anotou a pole position. Hamilton ficou em segundo, seguido por Ricciardo, Verstappen, Vettel, Sainz, Alonso e Button. Hulkenberg e Bottas completaram o top 10.

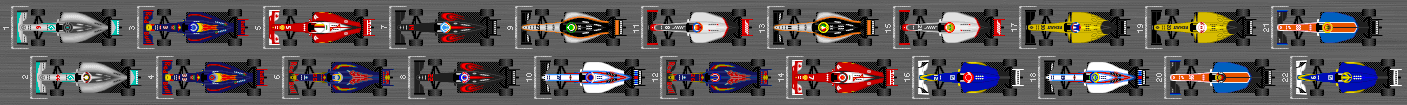
Grid de Largada

### Corrida
Logo na largada, Lewis Hamilton deu o bote no pole position Nico Rosberg, tomou a ponta. A dupla da Mercedes, no entanto, quase foi supreendida por Daniel Ricciardo. Por fora, o australiano da RBR chegou a tomar a segunda posição de Nico na primeira curva, mas levou o troco na curva seguinte.
Imprimindo um bom ritmo, Hamilton abriu quase 1s5 de Rosberg nas primeiras voltas. Enquanto isso, Ricciardo, Verstappen e Vettel buscavam não perder contato com as Mercedes. Com problemas de pressão hidráulica, Jenson Button ficou lento. A McLaren pediu para o piloto não passar marchas e depois falou para ele não abandonar. Por causa das regras que limitam a comunicação pelo rádio, a conversa foi investigada pela direção de prova, que aplicou um drive-through (passagem direta pelos boxes) por causa disso.
Após dez voltas, Hamilton seguia na ponta, com 2s5 de vantagem para Rosberg, que mantinha distância parecida para Ricciardo. Verstappen, Vettel e Alonso apareciam a seguir. Nasr era o 14º, e Massa, o 17º. Dos ponteiros, Vettel, o quinto colocado, foi o primeiro a parar nos boxes. Alemão trocou os supermacios pelos macios e retornou em oitavo, logo à frente do parceiro Raikkonen. Terceiro colocado, Ricciardo fez sua primeira parada na volta seguinte. Australiano também colocou os compostos macios e retornou em sexto, atrás de Bottas e à frente de Vettel. A volta 17 marcou as paradas de Hamilton, Verstappen e Bottas. Britânico da Mercedes retornou em segundo, e holandês da RBR voltou em sexto, atrás de Raikkonen, com quem protagonizou bela briga. Bottas caiu para 13º. Todos colocaram pneus macios. Rosberg assumiu a liderança provisoriamente. Rosberg fez seu pit stop na volta seguinte e não conseguiu ganhar a posição de Hamilton, que reassumiu a liderança. O alemão, ao menos, reduziu a desvantagem para o companheiro de Mercedes de 2s5 para 1s8.
Após a primeira rodada de pit stops, a única mudança nas primeiras posições ficou por conta de Verstappen, que perdeu posição para Vettel e Raikkonen. O finlandês largara com pneus macios, ainda não havia ido aos boxes e parecia rumar para uma estratégia de uma parada apenas. Já tendo feito uma parada, Nasr aparecia em 19º. Massa, que buscava uma tática de um pit stop somente, não havia parado ainda e se encontrava em 13º. Rosberg voltou dos boxes mais veloz que Hamilton. Em poucas voltas, o alemão reduziu a diferença para menos de 1s, o que passou a lhe dar direito de usar a asa móvel na reta. Em 13º, Felipe Massa fez sua primeira parada, trocou os pneus macios pelos médios e retornou em 20º. Daniil Kvyat, 18º, foi pego por excesso de velocidade nos boxes. O russo da STR foi punido com 5s, que poderiam ser acrescidos no próximo pit stop.
Raikkonen, enfim, fez sua parada, trocando os compostos supermacios pelos macios. Finlandês retornou em sétimo. Mas logo ultrapassou Fernando Alonso e assumiu a sexta colocação. Hamilton se livrou mais rapidamente dos retardatários e aumentou sua vantagem para Rosberg para 2s5. Pelo rádio, porém, o britânico foi informado pela equipe que Ricciardo vinha se aproximando de seu companheiro e que, caso isso continuasse, eles chamariam primeiro o alemão para o segundo pit stop, para não correr risco dele perder a posição para o australiano. O inglês questionou a ordem. A RBR decidiu antecipar a segunda parada de Ricciardo, terceiro colocado, para que o australiano não pegasse o mesmo tráfego que Hamilton e Rosberg haviam pego. A intenção era de tentar ganhar a posição do alemão da Mercedes quando este fizesse seu pit stop. Ricciardo retornou em quarto, atrás de Vettel. Foi a vez de Verstappen fazer seu segundo pit stop. Holandês voltou em sexto, distante do quinto colocado Raikkonen. A Mercedes desistiu de chamar Rosberg antes de Hamilton para os boxes. O britânico colocou outro jogo de compostos macios e retornou em segundo. Nico assumiu a liderança provisória. Vettel também fez seu pit stop nesta volta e caiu para quinto. Rosberg fez sua segunda parada na volta seguinte e conseguiu retornar à frente de Ricciardo, frustrando os planos da RBR. Hamilton reassumiu a liderança, agora com 4s de vantagem para o companheiro. Depois de ver a desvantagem para Hamilton crescer para quase 5s, Rosberg passou a imprimir um ritmo forte e reduziu a diferença para 2s em poucas voltas. Foi então que Hamilton perdeu muito tempo atrás do retardatário Gutiérrez e viu Rosberg crescer em seus retrovisores. O alemão aproveitou para colar de vez no inglês. O mexicano da Haas foi penalizado pela direção de prova por ignorar bandeiras azuis.
Ciente da aproximação de Rosberg, Hamilton ligou o sinal de alerta, pisou fundo e aumentou sua vantagem na ponta para 2s5. A grande disputa da prova passou a ser então pelo quinto lugar entre Verstappen e Raikkonen. O finlandês tentou dar o bote, mas levou uma fechada de porta e acabou tocando levemente com a asa dianteira no carro da RBR, quebrando um pedaço da peça. “Ele foi para a esquerda e depois voltou para a direita quando eu já tinha colocado o carro”, reclamou o “Homem de Gelo”.
A sete voltas do fim, Hamilton errou, deu uma escapa na pista e viu Rosberg voltar a colar. A diferença entre os dois caiu novamente para menos de um segundo. O inglês precisou apertar o ritmo de novo para aumentar a vantagem para acima da casa de 1s.
Felipe Massa fez mais uma parada nos boxes, trocou os pneus médios pelos supermacios e caiu para 20º. Raikkonen tentou dar um novo bote em Verstappen, mas o holandês deixou apenas o lado de fora para o finlandês, que freou tarde e quase saiu da pista.
Outra disputa surgiu nas voltas finais. Quarto colocado, Vettel se aproximou de vez de Ricciardo e passou a brigar por um lugar no pódio. Button recolheu na volta final e abandonou. Hamilton administrou a vantagem para Rosberg e venceu a corrida. Ricciardo não deixou Vettel tentar o bote e garantiu um lugar no pódio. Verstappen conteve a pressão de Raikkonen e assegurou o quinto lugar.
Lewis Hamilton vencer pela quinta vez o Grande Prêmio da Hungria (2007, 2009, 2012, 2013 e 2016) e se torna o maior vencedor do Circuito de Hungaroring.
Com a vitória de Lewis Hamilton, ele assume a liderança do campeonato pela primeira vez em 2016 com 192 contra 186 de Nico Rosberg.

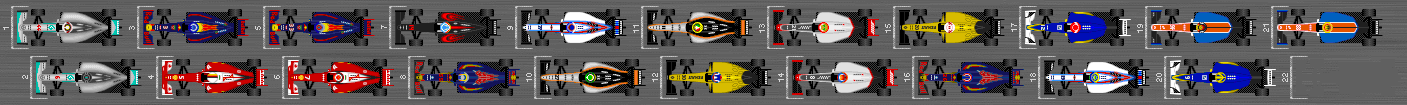
Resultado da Corrida

## Pneus
| Nome do composto | Cor | Banda de rolamento | Condições de Tempo | Dry Type                           | Aderência      | Longevidade   |
| ---------------- | --- | ------------------ | ------------------ | ---------------------------------- | -------------- | ------------- |
| Super Macio      |     | Slick (P Zero)     | Seco               | Supersoft                          | Mais aderência | Menos durável |
| Macio            |     | Slick (P Zero)     | Seco               | Soft                               | Médio          | Médio         |
| Medio            |     | Slick (P Zero)     | Seco               | Medium                             | Médio          | Médio         |
| Intermediário    |     | Sulcos (Cinturato) | Molhado            | Intermediate (água não estagnante) | —              | —             |
| Chuva            |     | Sulcos (Cinturato) | Molhado            | Wet (água estagnante)              | —              | —             |

## Resultados

### Treino Classificatório
| Pos.                     | Nº | Piloto            | Construtor           | Q1       | Q2       | Q3       | Grid |
| ------------------------ | -- | ----------------- | -------------------- | -------- | -------- | -------- | ---- |
| 1                        | 6  | Nico Rosberg      | Mercedes             | 1:33.302 | 1:22.806 | 1:19.965 | 1    |
| 2                        | 44 | Lewis Hamilton    | Mercedes             | 1:34.210 | 1:24.836 | 1:20.108 | 2    |
| 3                        | 3  | Daniel Ricciardo  | Red Bull-TAG Heuer   | 1:39.968 | 1:23.234 | 1:20.280 | 3    |
| 4                        | 33 | Max Verstappen    | Red Bull-TAG Heuer   | 1:40.424 | 1:22.660 | 1:20.557 | 4    |
| 5                        | 5  | Sebastian Vettel  | Ferrari              | 1:35.718 | 1:24.082 | 1:20.874 | 5    |
| 6                        | 55 | Carlos Sainz Jr.  | Toro Rosso-Ferrari   | 1:36.115 | 1:24.734 | 1:21.131 | 6    |
| 7                        | 14 | Fernando Alonso   | McLaren-Honda        | 1:35.165 | 1:23.816 | 1:21.211 | 7    |
| 8                        | 22 | Jenson Button     | McLaren-Honda        | 1:37.983 | 1:24.456 | 1:21.597 | 8    |
| 9                        | 27 | Nico Hulkenberg   | Force India-Mercedes | 1:41.471 | 1:23.901 | 1:21.823 | 9    |
| 10                       | 77 | Valtteri Bottas   | Williams-Mercedes    | 1:42.758 | 1:24.506 | 1:22.182 | 10   |
| 11                       | 8  | Romain Grosjean   | Haas-Ferrari         | 1:35.906 | 1:24.941 | —        | 11   |
| 12                       | 26 | Daniil Kvyat      | Toro Rosso-Ferrari   | 1:36.714 | 1:25.031 | —        | 12   |
| 13                       | 11 | Sergio Pérez      | Force India-Mercedes | 1:41.411 | 1:25.416 | —        | 13   |
| 14                       | 7  | Kimi Raikkonen    | Ferrari              | 1:36.853 | 1:25.435 | —        | 14   |
| 15                       | 21 | Esteban Gutierrez | Haas-Ferrari         | 1:38.959 | 1:26.189 | —        | 15   |
| 16                       | 12 | Felipe Nasr       | Sauber-Ferrari       | 1:37.772 | 1:27.063 | —        | 16   |
| Tempo dos 107%: 1:39.833 |    |                   |                      |          |          |          |      |
| NQ                       | 30 | Jolyon Palmer     | Renault              | 1:43.965 | —        | —        | 17 1 |
| NQ                       | 19 | Felipe Massa      | Williams-Mercedes    | 1:43.999 | —        | —        | 18 1 |
| NQ                       | 20 | Kevin Magnussen   | Renault              | 1:44.543 | —        | —        | 19 1 |
| NQ                       | 9  | Marcus Ericsson   | Sauber-Ferrari       | 1:46.984 | —        | —        | 20 1 |
| NQ                       | 94 | Pascal Wehrlein   | MRT-Mercedes         | 1:47.343 | —        | —        | 21 1 |
| NQ                       | 88 | Rio Haryanto      | MRT-Mercedes         | 1:50.189 | —        | —        | 22 1 |
| Fonte:                   |    |                   |                      |          |          |          |      |

Notas
↑1  - Jolyon Palmer (Renault), Felipe Massa (Williams), Kevin Magnussen (Renault), Marcus Ericsson (Sauber), Pascal Wehrlein (MRT) e Rio Haryanto (MRT) não obtiveram tempos abaixo dos 107%, porém devido as diversas condições meteorológicas durante o treino classificatório, foram autorizados a largar.

### Corrida
| Pos.   | Nu. | Piloto            | Construtor             | Voltas | Tempo/Retirado    | Grid | Pontos |
| ------ | --- | ----------------- | ---------------------- | ------ | ----------------- | ---- | ------ |
| 1      | 44  | Lewis Hamilton    | Mercedes               | 70     | 1:40:30.115       | 2    | 25     |
| 2      | 6   | Nico Rosberg      | Mercedes               | 70     | +1.977            | 1    | 18     |
| 3      | 3   | Daniel Ricciardo  | Red Bull-TAG Heuer     | 70     | +27.539           | 3    | 15     |
| 4      | 5   | Sebastian Vettel  | Ferrari                | 70     | +28.213           | 5    | 12     |
| 5      | 33  | Max Verstappen    | Red Bull-TAG Heuer     | 70     | +48.659           | 4    | 10     |
| 6      | 7   | Kimi Raikkonen    | Ferrari                | 70     | +49.044           | 14   | 8      |
| 7      | 14  | Fernando Alonso   | McLaren'-Honda'        | 69     | +1 Volta          | 7    | 6      |
| 8      | 55  | Carlos Sainz Jr.  | Toro Rosso-Ferrari     | 69     | +1 Volta          | 6    | 4      |
| 9      | 77  | Valtteri Bottas   | Williams-Mercedes      | 69     | +1 Volta          | 10   | 2      |
| 10     | 27  | Nico Hulkenberg   | Force India'-Mercedes' | 69     | +1 Volta          | 9    | 1      |
| 11     | 11  | Sergio Pérez      | Force India-Mercedes   | 69     | +1 Volta          | 13   |        |
| 12     | 30  | Jolyon Palmer     | Renault                | 69     | +1 Volta          | 17   |        |
| 13     | 21  | Esteban Gutierrez | Haas-Ferrari           | 69     | +1 Volta          | 15   |        |
| 14     | 8   | Romain Grosjean   | Haas-Ferrari           | 69     | +1 Volta          | 11   |        |
| 15     | 20  | Kevin Magnussen   | Renault                | 69     | +1 Volta          | 19   |        |
| 16     | 26  | Daniil Kvyat      | Toro Rosso-Ferrari     | 69     | +1 Volta          | 12   |        |
| 17     | 12  | Felipe Nasr       | Sauber-Ferrari         | 69     | +1 Volta          | 16   |        |
| 18     | 19  | Felipe Massa      | Williams-Mercedes      | 68     | +2 Voltas         | 18   |        |
| 19     | 94  | Pascal Wehrlein   | MRT-Mercedes           | 68     | +2 Voltas         | 21   |        |
| 20     | 9   | Marcus Ericsson   | Sauber-Ferrari         | 68     | +2 Voltas         | 20   |        |
| 21     | 88  | Rio Haryanto      | MRT-Mercedes           | 68     | +2 Voltas         | 22   |        |
| 22     | 22  | Jenson Button     | McLaren-Honda          | 60     | Vazamento de Óleo | 8    |        |
| Fonte: |     |                   |                        |        |                   |      |        |

## Tabela do campeonato após a corrida
Somente as cinco primeiras posições estão incluídas nas tabelas.
| Pos | Piloto           | Pontos | Var |
| --- | ---------------- | ------ | --- |
| 1   | Lewis Hamilton   | 192    | 1   |
| 2   | Nico Rosberg     | 186    | 1   |
| 3   | Daniel Ricciardo | 115    | 1   |
| 4   | Kimi Raikkonen   | 114    | 1   |
| 5   | Sebastian Vettel | 110    | 0   |

| Pos | Construtor           | Pontos | Var |
| --- | -------------------- | ------ | --- |
| 1   | Mercedes             | 378    | 0   |
| 2   | Ferrari              | 224    | 0   |
| 3   | Red Bull-TAG Heuer   | 223    | 0   |
| 4   | Williams-Mercedes    | 94     | 0   |
| 5   | Force India-Mercedes | 74     | 0   |